# Sofonisba (Traetta)
Sofonisba ist eine Opera seria (Originalbezeichnung: „Dramma per musica“) in drei Akten von Tommaso Traetta (Musik) mit einem Libretto von Mattia Verazi nach dem Libretto von Antonio Maria Zanetti und Girolamo Francesco Zanetti zu Niccolò Jommellis gleichnamiger Oper von 1745. Die Uraufführung fand am 5. November 1762 im Hoftheater Mannheim statt.

## Handlung
Die Oper spielt um 200 v. Chr. in und vor der numidischen Stadt Cirta.

### Argomento
“E famoso nella storia il caso di Sofonisba, figlia d’ Asdrubale cartaginese. Seppe Scipione, detto l’Africano, tirar in lega co’ Romani Siface, re de’ Massesuli nella Numidia. Assai dispiacque a Cartagine questa confederazione, per cui s’accrescevan considerabilmente le forze de’ suoi potenti nemici. Per rivocar il re numida nell’ antica amicizia, gli fu dal senato data per moglie Sofonisba, senza aver riguardo che il padre l’avea da prima promessa a Massinissa, re de’ Massilj, che seco allora contro i Romani era andato a amilitar nella Spagna. Irritato Massinissa da tanta ingratitudine, abbandonò Cartagine, e congiunse le sue colle armi romane. Entrato intanto Siface nelle sue terre, lo spogliò affatto del regno. Non tardò però molto Massinissa a vendicar le sue ingiurie. Passò insieme con Scipione nella Numidia: disfece intaramente l’esercito di Siface: li riuscì di farlo prigioniero: e s’impadronì di Cirta, città capital del suo regno. Venuta per tal conquista in suo poter Sofonisba, implorò questa il di lui soccorso per non andar prigioniera in Roma ad accrescer fra la vil turba de’ schiavi la trionfal pompa, et il fasto del roman vincitore. Risvegliatosi in Massinissa l’antico amore per Sofonisba, promise porre in opera tutto il credito, et il poter suo presso i Romani per conservarle la libertà. Datale quindi la mano di sposo, pretese col pretesto di questo nozze usurparsi il dominio, che sopra una preda sì illustre, e di tanta importanza s’era acquistato il senato di Roma. S’oppose però Scipione e coll’autorità, e colla forza. Ma deluse Sofonisba le sue misure; e più tosto che lasciarsi condurre serva, e prigioniera in Roma, ebbe il barbaro coraggio di darsi da se medesima col veleno la morte.
 Questo fu il primio, e  l’ultimo dono, che potè farle il nuovo suo sposo; che in altra guisa procurarle non seppe quella libertà, ch’ avea giurato di conservarle.
 Tutto ciò ricavasi da Livio nel XIX. e XX. libro della III. Deca; e serve d’argomento al presente dramma.
 La Scena si finge in Certa, e nelle sue vicinanze.
 L’azione incomincia dall’ espugnazione della città.”

„Die Geschichte der Sofonisba, der Tochter des karthagischen Hasdrubal, ist berühmt. Dem als Afrikaner bekannten Scipione gelang es, Siface, den König der Massäsylier in Numidien, zum Verbündeten zu machen. Diese Allianz verärgerte Karthago, da hierdurch die Kräfte seiner mächtigen Feinde erheblich anwuchsen. Um den numidischen König von seinen alten Verbündeten fernzuhalten, gab der Senat ihm Sofonisba zur Frau, ohne zu berücksichtigen, dass deren Vater sie zuvor Massinissa versprochen hatte, dem König der Massylier, der daraufhin in Spanien gegen die Römer ins Feld zog. Empört über diese Undankbarkeit sagte sich Massinissa von Karthago los und vereinte seine Kräfte mit denen der Römer. Unterdessen drang Siface in sein Gebiet ein und entriss ihm sein Königreich vollständig. Massinissa zögerte jedoch nicht lange, seine Schmähungen zu rächen. Er fiel zusammen mit Scipione in Numidien ein; er vernichtete Sifaces Armee vollständig; es gelang ihm, ihn gefangenzunehmen; und er nahm Cirta, die Hauptstadt seines Reichs, ein. Nachdem er durch diesen Feldzug Macht über Sofonisba gewonnen hatte, flehte diese ihn an, nicht als Gefangene nach Rom gehen zu müssen, um durch den Aufmarsch der Sklaven den Triumph und den Prunk des siegreichen Römers zu vergrößern. Nachdem Massinissas alte Liebe für Sofonisba  wieder erwacht war, versprach er, all seine Glaubwürdigkeit und seine Macht bei den Römern dafür einzusetzen, ihre Freiheit zu bewahren. Nachdem er ihr die Hand zur Ehe gereicht hatte, erklärte er, durch diese Hochzeit ihr Königreich zu übernehmen, das der römische Senat durch diese berühmte und wichtige Beute gewonnen hatte. Scipione jedoch trat dem mit Autorität und Macht entgegen. Er enttäuschte aber Sofonisba durch seine Maßnahmen; und statt sich als Gefangene und Sklavin nach Rom führen zu lassen, hatte sie den barbarischen Mut, sich selbst mit Gift zu töten. Dieses war das erste und das letzte Geschenk, das ihr neuer Gemahl ihr geben konnte, der nicht in der Lage war, ihr auf andere Weise jene Freiheit zu sichern, die er zu bewahren geschworen hatte.
 All dies kommt von Livius im XIX. und XX. Buch der III. Dekade; und dient dem vorliegenden Drama als Handlung.
 Die Szene spielt in Cirta und ihrer Umgebung.
 Die Handlung beginnt mit der Erstürmung der Stadt.“

### Kurzfassung
Erster Akt. Die Römer unter Scipione und die Massylier unter Massinissa erobern die Hauptstadt des massäsylischen Königs Siface. Letzterer wird für tot gehalten, da sein blutiger Mantel gefunden wurde. Massinissa war einst Sifaces Gattin Sofonisba versprochen und will diese Verbindung erneuern. Er gewinnt ihr Vertrauen durch das Versprechen, sie nicht als Siegestrophäe nach Rom führen zu lassen. Sifaces Schwester Cirene ist davon wenig begeistert, da sie selbst auf Massinissas Liebe gehofft hatte. Bei der Siegesfeier stellt sich heraus, dass Siface noch lebt, aber gefangen genommen wurde. Scipione zeigt Verständnis für sein Verhalten und gewährt ihm die Freiheit.
Zweiter Akt. Massinissa will Sofonisba, die Siface noch für tot hält, ehelichen. Siface, Cirene und Scipiones Offizier Lelio wollen das verhindern. Siface unterbricht die Trauungszeremonie und beginnt einen Streit mit Massinissa. Sofonisba trennt die Widersacher, und Scipione spricht ein Machtwort, um die Ruhe wiederherzustellen. Siface will mit Sofonisba und dem gemeinsamen Sohn durch einen geheimen Weg an die Küste fliehen. Sie werden von Massinissa überrascht, der sie erst ziehen lässt, als Siface androht, Sofonisba andernfalls zu töten.
Dritter Akt. Die eifersüchtige Cirene zeigt Scipione den Ausgang des Geheimwegs, wo dessen Soldaten den Flüchtigen auflauern, sie festnehmen und voneinander trennen. Sofonisba ist verzweifelt. Massinissa überredet Scipione, sie freizulassen, da er sonst aufgrund seines Eides gezwungen sei, sie zu töten. Die Entscheidung liegt jedoch beim Senat. Unterdessen lässt Massinissa Sofonisba Gift zukommen, damit sie sich notfalls selbst töten kann. Lelio bereitet sie auf die Verschiffung nach Rom vor und gestattet ihr einen letzten Moment mit ihrem Sohn. Da Sofonisba keinen anderen Ausweg mehr sieht, trinkt sie das Gift. Die Nachricht, dass der Senat ihr die Freiheit gewähre, kommt zu spät.

### Erster Akt
Eine weite Ebene; im Hintergrund die Stadt Cirta
Szene 1. Die vereinten Armeen der Römer unter Scipione und der Massylier unter König Massinissa erobern nach heftigem Kampf die von den Massäsyliern und ihrem König Siface verteidigte Stadt Cirta. Massinissa fordert den römischen Generalleutnant Lelio auf, die Flüchtigen zu verfolgen und den Verräter Siface festzunehmen. Das scheint aber nicht mehr nötig zu sein, denn ein Soldat bringt den blutbefleckten Mantel Sifaces. Der an dessen Tod zweifelnde Massinissa befiehlt, seine Leiche zu suchen.
Szene 2. Massinissa muss an seine einstige Verlobte Sofonisba denken, eine Tochter Hastrubals. Nach ihrer Trennung heiratete sie Siface und brachte diesen dazu, sich gegen die Römer aufzulehnen. Dennoch will sich Massinissa als Sieger großzügig zeigen und ihr vergeben (Arie Massinissa: „E’ vendetta d’ogn’ altra più forte“).
Kabinett in Sifaces Palast
Szene 3. Sofonisba trauert um ihren Mann und zürnt Massinissa, den sie für seinen Tod verantwortlich macht. Sifaces Schwester Cirene versucht sie zu beruhigen. Sie erinnert Sofonisba an Massinissas Tugenden. Obwohl sie ihm eigentlich zürnen müsste, weil er ihre Liebe einst zurückwies, kann sie seine Qualitäten nicht ignorieren. Als Sofonisba Massinissas Ankunft bemerkt, will sie ihm ausweichen, wird aber von Cirene zurückgehalten.
Szene 4. Massinissa weist Sofonisba darauf hin, dass Siface ihm einst sowohl die Krone als auch die Geliebte geraubt habe. Doch jetzt habe er sich rächen können. Er sei daher bereit, ihr zu vergeben. Sofonisba will davon nichts wissen. Sie fordert ihn stattdessen auf, auch sie zu töten. Sie wolle auf keinen Fall zur Siegestrophäe der Römer werden. Massinissa entgegnet, dass er ein Freund der Römer sei, nicht ihr Sklave. Der Senat wisse über ihre einstige Verbindung Bescheid und werde sich ihm nicht entgegenstellen. Er verspricht ihr, dass sie niemals der Willkür des Konsuls überlassen werde. Sofonisbas Zorn verfliegt. Auf Massinissas Liebeserklärung reagiert sie zurückhaltend, aber freundlich (Arie Sofonisba: „Intesi: ti basti“).
Szene 5. Nachdem Sofonisba gegangen ist, stellt Cirene Massinissa zur Rede. Sie hatte sich noch immer Hoffnung auf seine Liebe gemacht. Massinissa entgegnet jedoch, dass seine Gefühle vom Schicksal bestimmt seien.
Szene 6. Cirene fühlt sich von Massinissa verraten (Arie Cirene: „Chi d’insano amor delira“).
Das römische Lager; vorne das prächtige offene Zelt des Konsuls; im Hintergrund der Fluss Amsaga mit einer Militärbrücke
Szene 7. Unter dem Klang von Kriegsmusik trifft Konsul Scipione mit großem Gefolge im Lager ein. Er kündigt – nach Bestattung der Gefallenen – eine große Sieges- und Opferfeier an. Während die Soldaten Scheiterhaufen anzünden und Opferaltare aufstellen, kämpfen einzelne Gladiatoren gegeneinander (Chor der römischen Krieger: „Morendo rinasce“ – Chor: „Voi del Tebro amici Dei“).
Szene 8. Lelius informiert Scipione darüber, dass Siface noch lebt. Er habe seinen Mantel mit dem eines seiner Leute vertauscht, um entkommen zu können, sei aber schon gefangen worden und werde gleich herbeigeführt. Scipione lässt vorsichtshalber sein Zelt verschließen.
Szene 9. Römische Wachen führen den gefesselten Siface herbei, und Scipione verlangt von ihm eine Erklärung für seinen Verrat. Siface entgegnet, dass ihn nur die Liebe dazu gebracht habe. Er habe Sofonisbas Wunsch, Karthago beizustehen, nicht ablehnen können. Daraufhin lässt Scipione ihm die Fesseln abnehmen und erlaubt ihm, frei in Cirta zu leben. Seine Schuldgefühle seien genug Strafe (Arie Scipione: „La calma invola all’alma“).
Szene 10. Siface beklagt sein Schicksal. Er sehnt sich nach Sofonisba, fürchtet aber, sie könnte inzwischen die Seiten gewechselt haben (Arie Siface: „Terrore m’inspira“).

### Zweiter Akt
Hof im Palast Sifaces mit einer doppelten Säulenreihe und Statuen
Szene 1. Siface, Cirene und Lelio haben von Sofonisbas und Massinissas geplanter Hochzeit erfahren. Sie wollen sie unbedingt verhindern. Siface will sich zum Tempel begeben, während Lelio Scipione um Hilfe bitten soll (Arie Siface: „Al ruscello un tronco, un sasso“).
Szene 2. Cirene drängt Lelio zur Eile, da sie ihre Eifersucht kaum noch ertragen kann (Arie Cirene: „L’istesso tormento“).
Szene 3. Lelio bedauert Cirene. Er vergleicht die Macht der Eifersucht mit dem Drang nach Ruhm. Beide Gefühle kämpfen um die Vorherrschaft im Herzen (Arie Lelio: „Sempre nel nostro seno“).
Prächtiger Sonnentempel nach den Beschreibungen der Dichter; mit Zuschauern besetzte Galerien; eine Doppeltreppe im Hintergrund
Szene 4. Zu Beginn von Sofonisbas und Massinissas Hochzeitszeremonie treffen die Priester ein (Chor: „Nume adorabile“). Als das Paar vortritt, zögert Sofonisba. Massinissa meint jedoch, dass nur diese Heirat sie vor der Sklaverei befahren könne. Nach einem kurzen Stoßgebet an den Geist ihres vermeintlich toten Gatten Siface reicht Sofonisba Massinissa ihre Hand.
Szene 5. Da erscheint Siface selbst und unterbricht die Zeremonie.
Szene 6. Scipione und Lelio kommen hinzu und machen Massinissa Vorwürfe. Massinissa erklärt, dass schon Sofonisbas Vater ihm ihre Hand versprochen habe. Siface entgegnet, dass sie bereits verheiratet sei und Kinder habe. Massinissa hält diese Ehe für unrechtmäßig. Er will sein älteres Recht notfalls mit seinem Leben verteidigen. Der Streit eskaliert. Beide greifen zu ihren Schwertern. Da ruft Sofonisba aus, dass sie selbst die Ursache für den Konflikt sei. Ihretwegen sei Massinissa gottlos geworden, Scipione tyrannisch und Siface entthront. Wenn jemand deshalb sterben müsse, dann nur sie selbst (Arie Sofonisba: „Crudeli, aimè! Che fate?“).
Szene 7. Scipione weist Siface darauf hin, dass er noch immer unter seiner Gewalt stehe und kein Recht habe, ohne seinen Befehl das Schwert zu ergreifen. Massinissa warnt er davor, durch sein Verhalten die Gnade Roms zu verspielen. Er entfernt sich mit Siface und Lelio.
Szene 8. Völlig verwirrt überdenkt Massinissa seine widerstreitenden Gefühle (Arie Massinissa: „Se amar non sà“).
Ruinen innerhalb von Cirta; im Hintergrund ein kleiner Hafen am Ufer des Flusses Amsaga
Szene 9. Siface ist mit Sofonisba und ihrem gemeinsamen kleinen Sohn geflohen. Er will durch einen geheimen unterirdischen Gang zur Küste gelangen und von dort per Schiff nach Karthago reisen. Sofonisba folgt ihm nur widerwillig, da sie ihre Ehre durch die Flucht verletzt sieht.
Szene 10. Massinissa und seine Wachen entdecken die Flüchtigen. Siface zieht seinen Dolch und droht, Sofonisba zu töten, sollte man sie nicht gehen lassen. Sofonisba würde mit Freuden für ihre Ehre in den Tod gehen, sorgt sich aber um das Schicksal ihres Kindes. Massinissa lässt die Gruppe schließlich ziehen (Terzett Massinissa/Siface/Sofonisba: „Muore! Ah frena l’insano furore“).

### Dritter Akt
Enger Weg im dichten düsteren Wald
Szene 1. Cirene zeigt Scipione und Lelio den Ausgang des Geheimwegs, wo sie die Flüchtigen erwarten wollen (Arie Cirene: „Senti: aspetta“).
Szene 2. Als Siface und Sofonisba erscheinen, werden sie von den dort lauernden Soldaten Scipiones festgenommen. Es kommt zu einem Wortgefecht zwischen Scipione und Siface über ihre unterschiedlichen (römischen und afrikanischen) Vorstellungen von Ehre und Recht. Schließlich muss Siface Scipione in dessen Lager begleiten, während Sofonisba nach Cirta gebracht und das Kind Lelio übergeben wird.
Szene 3. Sofonisba und Siface beklagen das Schicksal ihres Kindes, bevor auch sie sich trennen müssen und Siface von Scipione abgeführt wird (Arie Siface: „Rendimi il figlio, o barbaro“).
Szene 4. Während Sofonisba auf ihren Abtransport wartet, verflucht sie ihr Schicksal. Sie hat nicht nur ihren Rang und ihre Macht als Königin verloren, sondern auch ihren Gatten und ihren Sohn (Arie Sofonisba: „Sventurata invan mi lagno“).
Auf einer Seite die Hügel zwischen dem römischen Lager und der Stadt Cirta; auf der anderen Seite Massinissas und Scipiones Feldlager
Szene 5. Scipione lobt Massinissa dafür, seine Gefühle zu unterdrücken und auf Sofonisba zu verzichten. Der erklärt ihm, dass Afrikaner Sklaven der Liebe seien, ähnlich wie die Römer vom Drang nach Ruhm beherrscht werden. Da er erstere überwunden habe, solle sich Scipione ebenso stark zeigen und Sofonisba die Freiheit gewähren. Scipione entgegnet, dass diese Entscheidung beim Senat liege. Massinissa weist darauf hin, dass er Sofonisba geschworen habe, sie eher zu töten als sie der Sklaverei zu überlassen. Diesen Eid werde er unter keinen Umständen brechen (Arie Massinissa: „Dì che dall’onde algenti“).
Szene 6. Scipione überlegt, wie er die Situation retten kann. Bis zur Einschiffung der Gefangenen will er Massinissa unter Aufsicht halten. Falls dann keine andere Lösung in Sicht ist, will er ihm nachgeben (Arie Scipione: „All’indomito destriero“).
Saal im Königspalast
Szene 7. Während Sofonisba erneut ihr Schicksal beklagt, erhält sie einen Brief Massinissas mit einem tödlichen Gift. Damit kann sie sich im äußersten Fall selbst das Leben nehmen (Accompagnato Sofonisba: „Che fier destin!“).
Szene 8. Lelio kommt herein, um Sofonisba zu den Schiffen zu bringen. Sie darf sich zuvor noch von ihrem Sohn verabschieden.
Szene 9. Cirene bittet Sofonisba um Vergebung für ihren Verrat. Sofonisba zürnt ihr jedoch nicht, sondern weist auf das Gefäß mit dem Gift, das sie von ihrer Schmach befreien wird. Dann bittet sie Cirene, sich um ihren Sohn zu kümmern, und verabschiedet sich von ihm (Kavatine Sofonisbas Sohn: „Madre, che feci mai“ – Arie Sofonisba: „Darti, o figlio, un’amplesso io vorrei“).
Szene 10. Nach längerem Zögern trinkt Sofonisba das Gift (Accompagnato Sofonisba: „Sofonisba, che aspetti?“).
Szene 11 „ultima“. Siface, Lelio, Scipione und Massinissa treffen zu spät mit der Nachricht ein, dass der Senat ihr die Freiheit gewährt habe. Doch Sofonisba bedauert ihre Tat nicht. Auf diese Weise konnte sie immerhin als Königin sterben (Quintett: „Ma piangete? Ah no: cessate“). Hofdamen führen die Sterbende hinaus, bevor die Oper mit einem Chor römischer Krieger endet (Chor: „Ah d’ Aletto – il core à in peto“).

## Gestaltung

### Orchester
Die Orchesterbesetzung der Oper umfasst die folgenden Instrumente:
- Holzbläser: zwei Oboen, zwei Fagotte
- Blechbläser: zwei Hörner
- Streicher
- Basso continuo

### Musik
Traettas Sofonisba besitzt eine Reihe von zu ihrer Zeit neuartigen Merkmalen. Ungewöhnlich ist bereits die dreiteilige einleitende Sinfonia. Sie verwandelt sich mit dem zweiten Allegro-Abschnitt direkt in eine lärmende Schlachtenmusik, die sich der für den Beginn einer Opera seria ebenfalls ungewöhnlichen Handlung völlig unterordnet. Die Sinfonia erscheint effektiv somit nur zweiteilig, da der dritte Teil bereits Teil der Aktion ist. Die Musik des langsamen Mittelteils greift Traetta im Quintett der Schlussszene wieder auf, als die anderen Personen Sofonisbas Tod betrauern.
Auch das fehlende glückliche Ende ist untypisch für eine Opera seria. Stattdessen stirbt die Hauptfigur ohne Abgangsarie nach einem langen Accompagnato während eines Quintetts beinahe auf der Bühne durch Selbstmord. Die damaligen Zuschauer muss das schockiert haben. Verstärkt wird die Tragik noch durch die (vermutlich nachträglich ergänzte) Kavatine ihres Sohnes und dadurch, dass sich ihre Tat letztlich als unnötig herausstellt. Für das Publikum akzeptabel war das nur dadurch, dass sie vor ihrem Tod noch lebend hinausgeführt wird. Sofonisbas Charakter wird musikalisch bereits durch ihre Arien in den ersten beiden Akten vorgestellt. Es handelt sich dabei nicht um traditionelle stilisierte Arien, sondern hochemotionale Stücke mit exklamativen Einschüben („urlo francese“) unter Verzicht auf zwischengeschaltete Orchesterritornelle.
Traetta ließ sich für seine Neuerungen vom französischen Opernstil inspirieren. Die für die Opera seria typische Abfolge von Rezitativen und Arien ist zugunsten der Dramatisierung der Handlung weitgehend aufgehoben. Die Szenen 7–10 des ersten und 4–8 des zweiten Akts bilden ebenso wie die abschließenden fünf Szenen jeweils zusammenhängende musikalische Blöcke. Der letztere beschließt die Oper sogar ohne eine einzige Solo-Arie. Es handelt sich um einen groß angelegten inneren Monolog Sofonisbas. Diese Blöcke sind durch Orchesterabschnitte sowie durch betrachtende oder in die Handlung eingebundene Chöre gegliedert, die Rezitative oft in Form ausdrucksstarker Accompagnati auskomponiert. Die Arien zeichnen sich durch starke Textausdeutung im Sinne der dramatischen Handlung aus. In vielen Fällen verzichtete Traetta auf die übliche da-Capo-Form zugunsten einer Vielzahl unterschiedlicher durchkomponierter Formen einschließlich der in der Opera buffa beliebten kurzen Rondoform. Während des Schlussterzetts des zweiten Akts verlassen Sofonisba und Siface die Szene und lassen den verzweifelten Massinissa das Stück alleine beenden.
Dass die Neuerungen zur Entstehungszeit noch nicht allgemein akzeptiert waren, zeigt sich auch daran, dass genau diese Elemente in den Neuvertonungen des Librettos durch Baldassare Galuppi und Antonio Boroni zurückgebaut wurden.

## Werkgeschichte

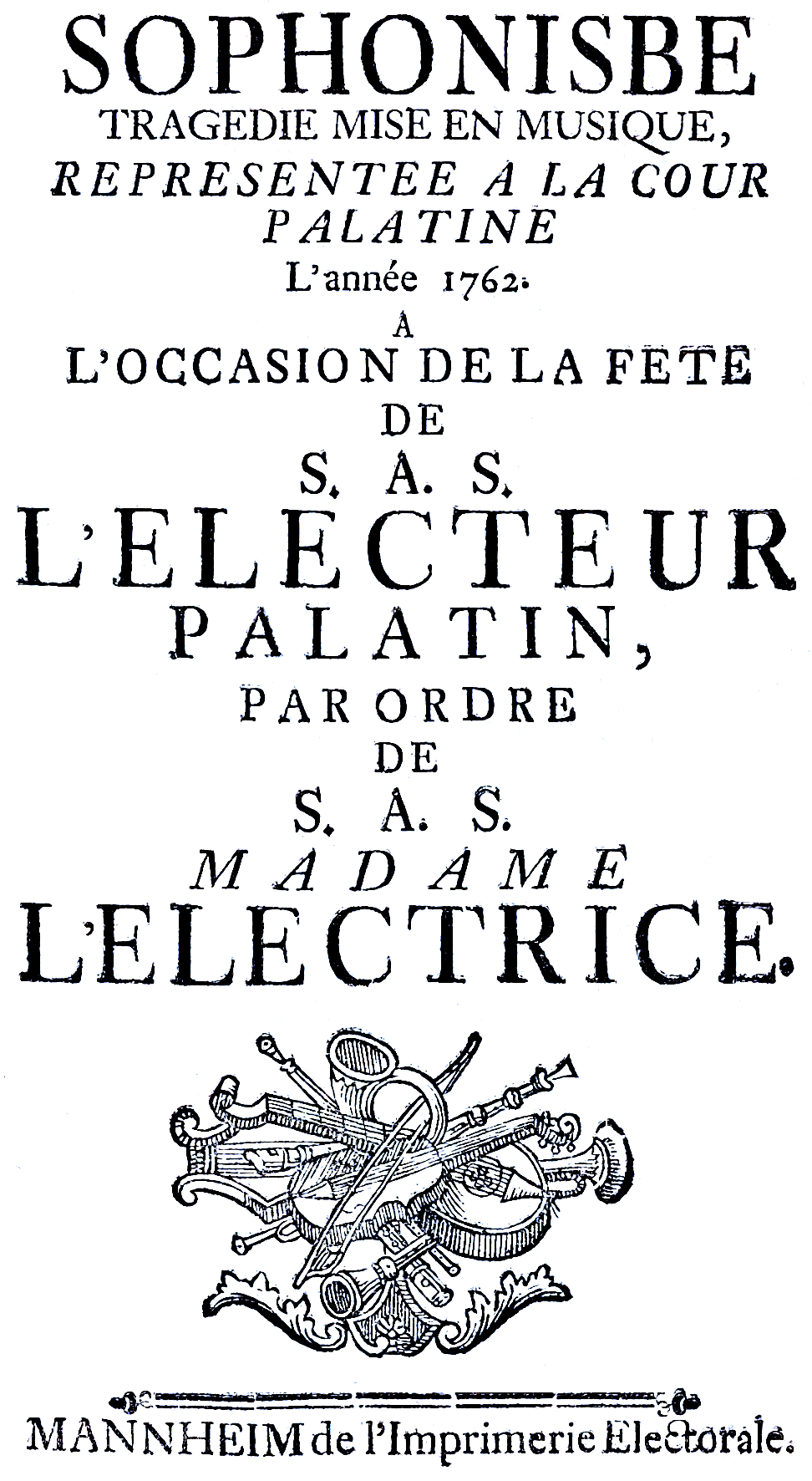
Titelblatt des französischen Librettos, Mannheim 1762

Tommaso Traetta komponierte diese Oper zum Namenstag des Kurfürsten Karl Theodor des Jahres 1762. Dieser war am 4. November. Die Uraufführung fand jedoch erst am Folgetag, dem 5. November 1762, im Mannheimer Hoftheater statt. Das Libretto stammte von dem dortigen Hofdichter Mattia Verazi. Es handelt sich um die Bearbeitung eines Librettos von Antonio Maria Zanetti und Girolamo Francesco Zanetti zu einer gleichnamigen Oper, die zur Karnevalssaison 1745/1746 im Teatro San Giovanni Grisostomo in Venedig mit Musik von Niccolò Jommelli gespielt worden war. Der Stoff handelt von der historischen numidischen Königin Sophonisbe, einer Tochter des karthagischen Feldherrn Hasdrubal. Er wurde vielfach literarisch und musikalisch verarbeitet. Verazi bezog sich im Vorwort des Librettos auf das XIX. und XX. Buch der III. Dekade von Livius’ Geschichtswerk Ab urbe condita.
Bei der Uraufführung sangen Dorothea Wendling (Sofonisba), Pietro Sarselli (Siface), Lorenzo Tonarelli (Massinissa), Elisabeth Sarselli (Cirene), Vincenzo Caselli (Scipione) und Pietro Paolo Carnoli (Lelio). Die Dekorationen stammten von Lorenzo Quaglio. Der Choreograf der Gladiatorenkämpfe war François André Bouqueton. Vom stammten auch die zwischen den Akten gezeigten Ballette Telemaque dans l’ile de Calipso (Musik: Carlo Giuseppe Toeschi) und Ceyx et Alcyone (Musik: Christian Cannabich). Weitere Aufführungen gab es am 25. August und am 6. November sowie möglicherweise am 20. November 1763.
In Wilhelm Heinses musikgeschichtlichem Roman Hildegard von Hohenthal von 1796 preist Kapellmeister Lockmann diese Oper in den höchsten Tönen:

„Sophonisbe ragt fast zu sehr über alle die anderen Personen in der Musik hervor; eine junge Königin voll Gefühl, doch noch mehr Adel der Seele. Sie ist weit mehr ein Geschöpf des Tonkünstlers, als des Dichters. Bey den Hauptsituazionen, den einzig bedeutenden, ist des erstern Ausdruck entschieden vortreflich, ganz Natur, so rein, daß nicht zu denken ist, wie er besser seyn könnte. Und nicht allein der Ausdruck ist vortreflich, sondern die Musik überhaupt: schöne neue Melodie, schöne neue glänzende Begleitung, gründliche passende abwechselnde Harmonie. Kurz, Traetta zeigt sich hier als ein wahres großes Originalgenie, das in der Musik als Erfinder da steht, und Andre geleitet hat. Diese Oper gehört aber auch unter seine besten Werke. […] [Sofonisbas Sterbeszene] behauptet gewiß mit den ersten Rang unter allem Klassischen, was je ist geliefert worden; und ich glaube nicht, daß die ganze Griechische Musik etwas gehabt hat, das mit dieser in Vergleichung kommen könnte“

Die von Sofonisbas kleinem Sohn gesungene Kavatine „Madre, che feci mai“ (III:9) fehlt im Libretto. Heinse lässt Lockmann in seinem Roman sagen, dass die Szenen 8 und 9 von Niccolò Jommelli ergänzt wurden: „Die achte und neunte Scene von Jomelli hineingearbeitet sind schön, und unterscheiden sich durch den netten Styl.“ Sichere Belege dafür fehlen jedoch.
Ein autografes Partiturmanuskript ist nicht erhalten. Es gibt Abschriften in der Staatsbibliothek zu Berlin (Mus. Ms. 22001), in der Bayerischen Staatsbibliothek (Mus. Mss. 6244) und in der Library of Congress, die sich zwar voneinander unterscheiden, aber sämtlich die mutmaßlich hinzugefügte Kavatine des kleinen Sohnes enthalten. Der Musikwissenschaftler Hugo Goldschmidt gab 1913 und 1916 Klavierauszüge von Teilen der Oper in der Reihe Denkmäler der Tonkunst in Bayern heraus.
Baldassare Galuppi vertonte das Libretto für die Karnevalssaison 1764 in Turin neu. Es war seine zweite Oper über dieses Sujet (das Libretto der ersten von 1753 stammte von Gaetano Roccaforte). In seiner Fassung fehlen die Chöre, die Gladiatorenkämpfe, die Kavatine von Sofonisbas Sohn und das Quintett der letzten Szene. Außerdem wurden einige Arientexte ausgetauscht. Dieser überarbeitete Text war auch die Grundlage für Antonio Boronis Neuvertonung für Venedig im selben Jahr, in der die Massenszenen gestrichen und das Terzett im Finale des zweiten Akts zu einem Duett reduziert wurde. Im Gegenzug erhielt der erste Akt zwei neue Szenen mit einer Schlussarie für Sofonisba. Auch Giovanni Gualberto Bottarellis Libretto für eine 1765/1766 im King’s Theatre in London gezeigte gleichnamige Oper von Mattia Vento geht vermutlich auf Verazis Text zurück.
In neuerer Zeit wurde die Oper nur selten gespielt. Von einer Aufführung von 1972 unter dem Dirigenten Franco Caracciolo mit Jane Marsh in der Titelrolle existiert ein Audio-Mitschnitt. 2006 gab es eine szenische Neuproduktion im Nationaltheater Mannheim in einer Inszenierung von Anouk Nicklisch mit einem Bühnenbild von Roland Aeschlimann und Kostümen von Yoshio Yabara. Die musikalische Leitung hatte Wolfram Koloseus. Es sangen Iris Kupke (Sofonisba), Charles Reid (Siface), Jacek Laszczkowski (Massinissa), Cornelia Ptassek (Cirene), Martin Wölfel (Scipione) und Christoph Wittmann (Lelio).

## Aufnahmen
- 3. März 1972 – Franco Caracciolo (Dirigent), Orchestra „Alessandro Scarlatti“ della RAI di Napoli.
 Jane Marsh (Sofonisba), Lajos Kozma (Siface), Margaret Baker Genovesi (Massinissa), Maegherit Guglielmi (Cirene), Oralia Domínguez (Scipione), Antonio Cucuccio (Lelio), Maria Casula (Sofonisbas kleiner Sohn).[11]

## Digitalisate
- Libretto (italienisch), Mannheim 1762. Digitalisat des Münchener Digitalisierungszentrums
- Libretto (französisch), Mannheim 1762. Digitalisat des Münchener Digitalisierungszentrums
- Ausgewählte Werke (Traetta, Tommaso): Noten und Audiodateien im International Music Score Library Project
- Partiturabschrift (Auszüge). Mus.1-F-82,30-1. Digitalisat der Staats- und Universitätsbibliothek Dresden